# Håråsjávrre
Håråsjávrre, enligt tidigare ortografi Hårsåjaure, är en sjö i Jokkmokks kommun i Lappland och ingår i Luleälvens huvudavrinningsområde. Sjön har en area på 0,259 kvadratkilometer och ligger 531 meter över havet. Hårsåjaure ligger i Ultevis fjällurskog Natura 2000-område.

## Delavrinningsområde
Håråsjávrre ingår i det delavrinningsområde (744305-162485) som SMHI kallar för Mynnar i Raktenjåkkå. Medelhöjden är 643 meter över havet och ytan är 37,5 kvadratkilometer. Det finns inga avrinningsområden uppströms utan avrinningsområdet är högsta punkten. Staŋŋgajågåsj avvattnar avrinningsområdet och vattnet flödar därefter genom Raktenjåhkå, Blackälven, Lilla Luleälven och Lule älv innan det når havet efter 289 kilometer. Avrinningsområdet består mestadels av skog (66 procent) och kalfjäll (25 procent). Avrinningsområdet har 0,44 kvadratkilometer vattenytor vilket ger det en sjöprocent på 1,2 procent.